# علامت‌دهی (اقتصاد)
علامت‌دهی* یک راه حل برای مشکل کژگزینی* است با این مفهوم که کارگر با بهره‌وری بالاتر انگیزه پیدا می‌کند تا برای کارفرما علامتی ارسال کند تا به وسیله آن علامت* کارفرما به میزان بهره‌وری کارگر پی ببرد. این عمل سبب می‌شود تا تخصیص کار کارگران نسبت به شرایطی که علامت‌دهی انجام نمی‌شود بهینه‌تر شود. در این نوشتار پیش از اینکه وارد بحث علامت‌دهی شویم توجه به این نکته ضروری به نظر می‌رسد که در این جا همواره سود بنگاه صفر است و همهٔ شرایط بازار رقابت کامل به جز شرط اطلاعات متقارن برقرار است.

## علامت‌دهی چیست؟
برای سادگی در فهم مسئله فرض کنید در بازار کار دو نوع کارگر با توانایی ذاتی (تولید نهایی)* ѲH و ѲL وجود دارد به صورتی که ѲH> ѲL> 0. فرض کنید میزان تحصیلات به عنوان علامتی برای تشخیص توانایی ذاتی هر کارگر توسط کارفرما و قابل مشاهده است و هر کارگر قبل از ورود به بازار کار، تحصیلات کسب می‌کند، همچنین فرض کنید که این تحصیلات بر میزان بهره‌وری کارگران نمی‌افزاید. تحصیلات برای هر کارگر هزینه دارد و تابع هزینه به صورت (C(e,Ѳ که تابعی پیوسته و دو بار مشتق پذیر از e (سطح تحصیلات) و Ѳ (نوع کارگر) است. این هزینه می‌تواند به صورت مالی یا انتزاعی باشد. در اینجا تابع هزینه خواص زیر را داراست:
C(0,Ѳ) = 0 , e> 0 → Ce(e,Ѳ) > 0 , Cee(e,Ѳ) > 0 , CѲ(e,Ѳ) < 0 , CeѲ(e,Ѳ) < 0
عبارت بالا بیان ریاضی این موضوع است که هزینه تحصیل در ازای سال‌های تحصیلی بالاتر به صورت فزاینده‌ای افزایش می‌یابد. همچنین در سطح تحصیل یکسان هم هزینه و هم هزینه نهایی برای کارگر با توانایی ذاتی بالاتر (ѲH) کمتر از کارگر با توانایی ذاتی کمتر (ѲL) است*.
مطلوبیت کارگر نوع Ѳ با تحصیلات e و دستمزد w را (u(w , e|Ѳ در نظر بگیرید که به صورت (u(w,e|ɵ) = W - C(e,ɵ است. به این معنا که تحصیل بیشتر به دلیل هزینه بالاتر از مطلوبیت فرد می‌کاهد و درآمد سبب ایجاد مطلوبیت در او می‌شود.

## تعادل جداکننده*
اگر علامت دهی (در این جا تحصیلات) تابعی از نوع کارگر باشد در نتیجه هر کارگر علامتی مخصوص به خود ارسال می‌کند و کارفرما با توجه به نوع کارگر، دستمزد می‌پردازد. (در مثال بالا به کارگر با تولید نهایی ѲL به اندازهٔ WL = ѲL و به کارگر با تولید نهایی ѲH به میزان WH = ѲH پرداخت می‌کند. در شکل ۱ منحنی‌های بی‌تفاوتی هر دو نوع کارگر و شیوهٔ پیشنهادی پرداخت دستمزد توسط کارفرما رسم شده‌است. ()
در شکل بالا مطلوبیت کارگران به سمت بالا و چپ افزایش می‌یابد زیرا کسب تحصیل هزینه دارد و این هزینه با افزایش تحصیلات به صورت فزاینده افزایش می‌یابد و در نتیجه مطلوبیت کارگران را کاهش می‌دهد اما کسب درآمد باعث افزایش مطلوبیت می‌شود. همان‌طور که در شکل ۱ مشخص است کارگر نوع ѲL بین درس خواندن تا سطح *e و دریافت حقوق برابر W = ѲH و درس نخواندن و دریافت حقوق برابر W = ѲL بی‌تفاوت است و در نتیجه می‌تواند بدون زحمت درس خواندن و هزینه کردن مطلوبیتی برابر زمانی که تا *e درس بخواند کسب کند. در این تعادل فرض بر این است که او ترجیح می‌دهد تا درس نخواند و دستمزد برابر ѲL = W بگیرد. اما کارگر نوع ѲH ترجیح می‌دهد تا در سطح *e تحصیل کند و حقوقی برابر W = ѲH به دست آورد زیرا در غیر این صورت به عنوان کارگر با توانایی ذاتی پایین شناسایی می‌شود و دستمزدی که دریافت می‌کند او را در سطح مطلوبیت پایین‌تری قرار می‌دهد زیرا منحنی بی‌تفاوتی او در سطح تحصیلات صفر محور دستمزد را بالاتر از W = ѲL قطع می‌کند بنابراین اگر سطح تحصیل صفر را برگزیند بر روی منحنی بی‌تفاوتی پایین‌تری قرار می‌گیرد و مطلوبیت کمتری کسب می‌کند.

## بازهٔ ممکن برای تحصیل کارگر با توانایی ذاتی بالاتر
سطوح تحصیلات مختلف ممکن است به دلیل شیوهٔ پیشنهادی پرداخت دستمزد توسط کارفرما وجود داشته باشد که نمونه‌ای از آن را در شکل ۲ نشان داده‌ایم.
این بازه تحصیلی در شکل ۳ به نمایش گذاشته شده‌است. با توجه به شیوهٔ پیشنهادی پرداخت دستمزد توسط کارفرما و منحنی بی‌تفاوتی کارگر، امکان دارد تا کارگر با توانایی ѲH با هر سطح از تحصیلات که در این بازه قرار دارد روبه‌رو شود.
به این نکته توجه کنید که سطح تحصیل ̂e برای کارگر با توانایی ѲH بهینه‌تر از سطوح دیگر تحصیلات است زیرا بدون تغییر در مطلوبیت کارگر با توانایی ѲL می‌تواند به مطلوبیت بالاتری دست یابد و سود بنگاه همچنان صفر است* پس بدون تغییر در وضعیت سایرین وضعیت رفاهی این نوع از کارگران بهبود می‌یابد و به این دلیل این سطح تحصیل بهینه تر از سطوح دیگر تحصیلات است.

## آیا علامت دهی همواره به سود کارگر با بهره‌وری بالاتر است؟
در پاسخ به این سؤال باید گفت که اگر بهره‌وری مورد انتظار همهٔ کارگران(E(Ѳ بیشتر از دستمزد بدون تحصیل برای کارگر با بهره‌وری بالاتر باشد او ترجیح می‌دهد تا درس نخواند و دستمزدی برابر (E(Ѳ دریافت کند و بنابراین علامتی به کارفرما نمی‌فرستد چون این‌گونه بر روی منحنی بی‌تفاوتی بالاتری نسبت به حالتی که علامت‌دهی کند قرار می‌گیرد و مطلوبیت بیشتری بدست می‌آورد. این اتفاق معمولاً زمانی می‌افتد که تعداد کارگران با بهره‌وری بالاتر بیشتر از کارگران با بهره‌وری پایین‌تر باشد و (E(Ѳ به ѲH نزدیک‌تر باشد. حال اگر به هر دلیلی (E(Ѳ از دستمزد بدون تحصیل این کارگران کمتر بود او ترجیح می‌دهد تا به کارفرما علامت‌دهی کند و خود را از کارگران با بازدهی پایین‌تر متمایز کند و با این کار بر روی منحنی بی‌تفاوتی بالاتری قرار بگیرد و مطلوبیت بیشتری کسب کند. شکل‌های ۴ و ۵ به وضوح این مسئله را نمایان می‌کنند. در شکل ۴ کارگر نوع ѲH ترجیح می‌دهد که درس نخواند و (E(Ѳ دستمزد بگیرد اما در شکل ۵ همان کارگر ترجیح می‌دهد تا درس بخواند و خود را از کارگر نوع ѲL متمایز کند. اما از سوی دیگر کارگر با توانایی ذاتی پایین‌تر به‌طور قطع اگر علامت دهی صورت گیرد دستمزد کمتری نسبت به حالت بدون علامت دهی دریافت می‌کند و این بدین دلیل است که در شرایط عدم قطعیت کارفرما به اندازهٔ (E(Ѳ حقوق پرداخت می‌کند که بیشتر از ѲL و کمتر از ѲH است و در نتیجه او همواره ترجیح می‌دهد تا علامت‌دهی صورت نگیرد.

## تعادل با علامت ادغام شده*
اگر کارگران فارغ از اینکه چه بهره‌وری دارند به صورت یکسان علامت‌دهی کنند (به عنوان مثال همهٔ کارگران تا سطح کارشناسی تحصیل کنند) کارفرما دیگر نمی‌تواند نوع کارگران را با استفاده از علامتی که می‌فرستند شناسایی کند و بنابراین دستمزد پیشنهادی او برابر (E(Ѳ می‌شود. در این حالت کارگر با توجه به پیش‌بینی که از شیوهٔ پیشنهادی پرداخت دستمزد توسط کارفرما دارد و همچنین منحنی بی‌تفاوتی خودش، سطح تحصیلی بین صفر و´e انتخاب می‌کند. در شکل ۶ این تعادل به نمایش درآمده‌است.

## نتیجه‌گیری
علامت‌دهی سبب می‌شود تا احتمال تشخیص نوع کارگر توسط کارفرما در شرایط عدم اطلاع از نوع کارگر افزایش یابد و مشکل کژگزینی تا حدودی برطرف شود. در تعادل جداکننده، کارفرما قطعاً می‌تواند نوع کارگران را از علامت‌های ارسالی تشخیص دهد و به هر کس با توجه به تولید نهایی‌اش دستمزد پرداخت می‌کند اما در تعادل با علامت ادغام شده این امکان وجود ندارد و در نتیجه کارفرما به همان اندازه‌ای دستمزد پرداخت می‌کند که اگر علامت‌دهی صورت نپذیرد پرداخت می‌کرد یعنی بهره‌وری انتظاری همهٔ کارگران (E(Ѳ. همچنین حتی در شرایطی که تعادل جداکننده اتفاق بیفتد ممکن است با توجه به منحنی بی‌تفاوتی کارگر و شیوهٔ پیشنهادی پرداخت دستمزد توسط کارفرما حتی کارگر با بهره‌وری بالاتر نیز وضعیت بدتری نسبت به شرایط عدم وجود علامت‌دهی پیدا کند.